# Coregonus nasus
Coregonus nasus es una especie de pez de la familia Salmonidae en el orden de los Salmoniformes.

## Morfología
Los machos pueden llegar alcanzar los 71 cm de longitud total y 16 kg de peso.
Presenta una aleta adiposa.
Número de  vértebras: 60-65.
El vientre es de color blanco o amarillento y las aletas, en general, son de color gris en los adultos y pálido en los jóvenes.

## Alimentación
Come  larvas de insectos acuáticos, pequeños moluscos y crustáceos.

## Hábitat
Se encuentra con mayor frecuencia en los arroyos.

## Distribución geográfica
Se encuentra en el Ártico desde el río Pechora (Rusia) hasta Norteamérica (Alaska) y el Canadá.

## Longevidad
Vive hasta los 15 años.

## Valía económica
Su carne es muy apreciada y es vendida fresca, seca o ahumada.